# Psodopsis
Psodopsis is een geslacht van vlinders van de familie spanners (Geometridae), uit de onderfamilie Ennominae.

## Soorten
- P. dognini Bastelberger, 1908
- P. tortilinea Prout, 1910
- P. tristata Warren, 1901